# Osekovo
Osekovo is een plaats in de gemeente Popovača in de Kroatische provincie Sisak-Moslavina. De plaats telt 1018 inwoners (2001).